# Copadichromis trewavasae
 Copadichromis trewavasae  ist eine endemische Buntbarschart aus dem Malawisee in Ostafrika. Wie alle Malawichichliden gehört er zu den Maulbrütern. Er ist nach der Ichthyologin Ethelwynn Trewavas benannt.

## Vorkommen
Die Art kommt endemisch im ostafrikanischen Malawisee vor, speziell an der mosambikanischen Küste im Gebiet um die Inseln Likoma, Lupingo, Msisi und Chizumulu. Die Fische leben in der Übergangszone zwischen Sand- und Felshabitaten in Wassertiefen zwischen 10 und 30 m.

## Merkmale
Männchen erreichen eine Gesamtlänge von max. 16 cm, Weibchen eine von 12 cm. Zur Brutzeit färbt sich die Unterseite des Körpers und des Kopfes der Männchen schwarz. Der übrige Körper, oberhalb der Seitenlinie ist blau oder hellblau weißlich. Weibchen haben einen grauen Kopf mit silbrigen Kiemendeckeln und Flanken. Auf ihren Seiten befinden sich drei schwarze Flecke. Sie können kaum von den Weibchen von Copadichromis verduyni unterschieden werden.
Auf der Prämaxillare und im Unterkiefer tragen die Fische 2 bis 4 Reihen Zähne, die Zähne der äußeren Reihen sind zweispitzig und nicht gleichförmig. Bei den Weibchen und noch nicht ausgewachsenen Männchen sind die Zähne der inneren Reihen einspitzig oder dreispitzig.
Flossenformel: Dorsale XV–XVII/9–12, Anale III/8–9.

## Lebensweise
Die Männchen sind territorial, Weibchen leben in kleiner Gruppen mit gewöhnlich mehr als zehn Tieren. Die Fische halten sich in der Nähe des Untergrundes auf. Die Buntbarsche ernähren sich von Plankton und bodenbewohnenden Wirbellosen. Wie alle Buntbarsche des Malawisees ist Copadichromis trewavasae ein ovophiler Maulbrüter.